# Mont Cornillet
Der Mont Cornillet ist ein Kalkberg etwa 15 km östlich von Reims im Département Marne. Im Ersten Weltkrieg war der Mont Cornillet im Frontbereich zwischen Deutscher und Französischer Armee.

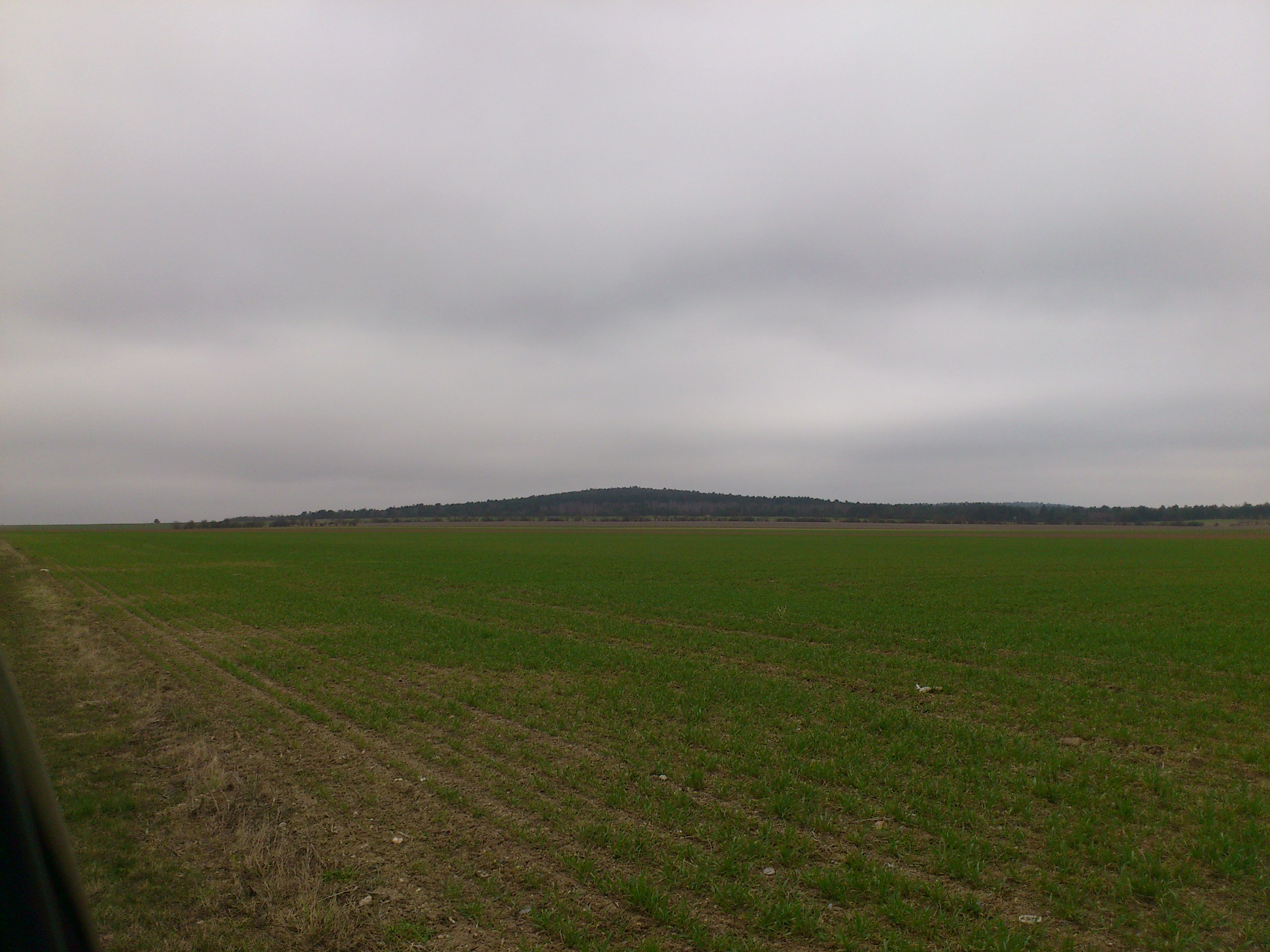
Blick vom deutschen Soldatenfriedhof Warmériville auf den Mont Cornillet

## Lage
Der Mont Cornillet gehört zu einer Kette von fünf Bergen nordöstlich von Reims. Sie trennen die Ebene von Chalons vom Moronvilliers-Massiv ab. Der nördlich gelegene Ort Nauroy wurde im Ersten Weltkrieg vollständig zerstört und gehört zu den "villages disparus". Südlich vom Mont Cornillet befindet sich der Ort Prosnes.

## Die Tragödie vom Cornillet im 1. Weltkrieg

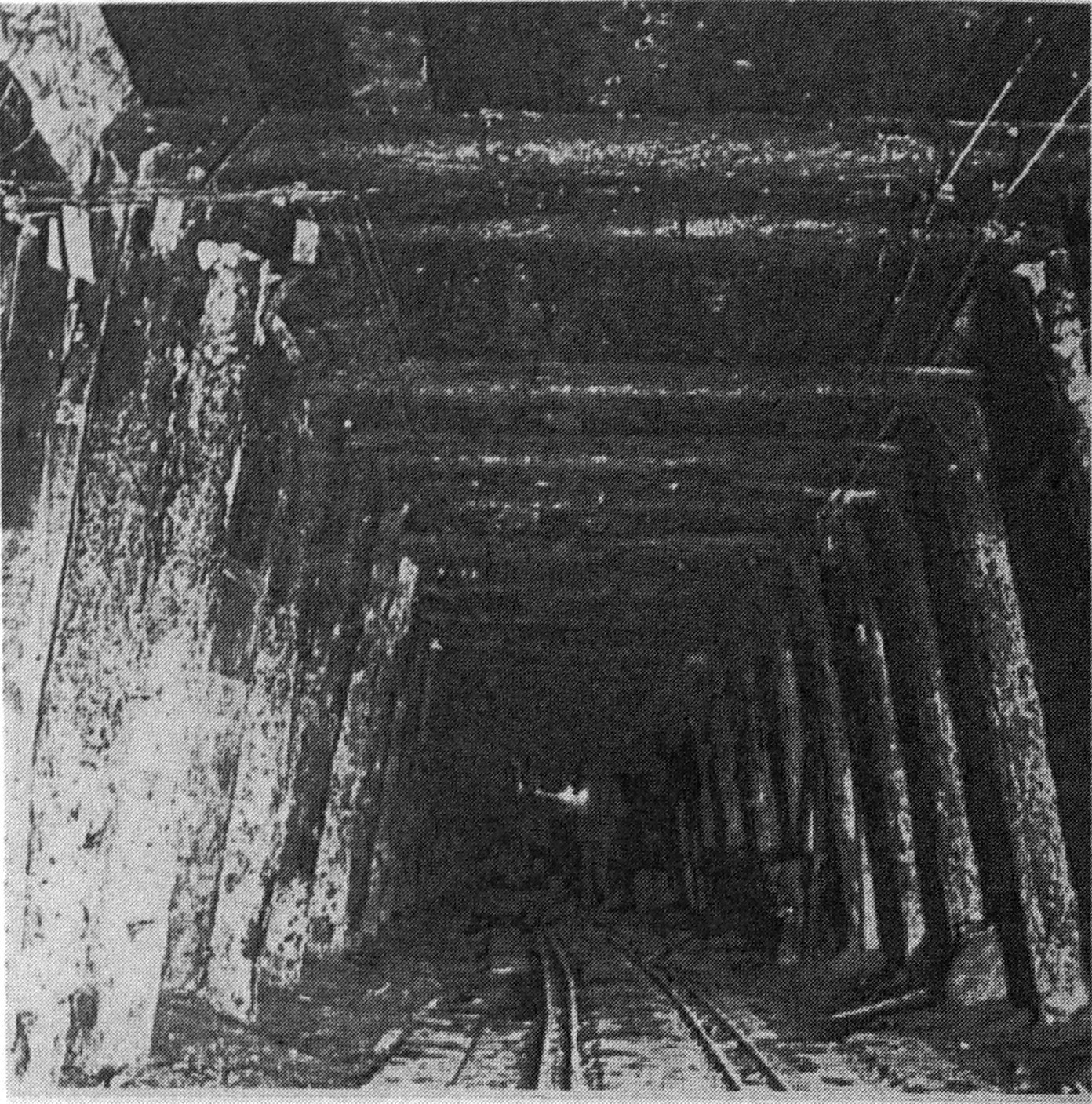
Deutscher Stollen am Mont Cornillet

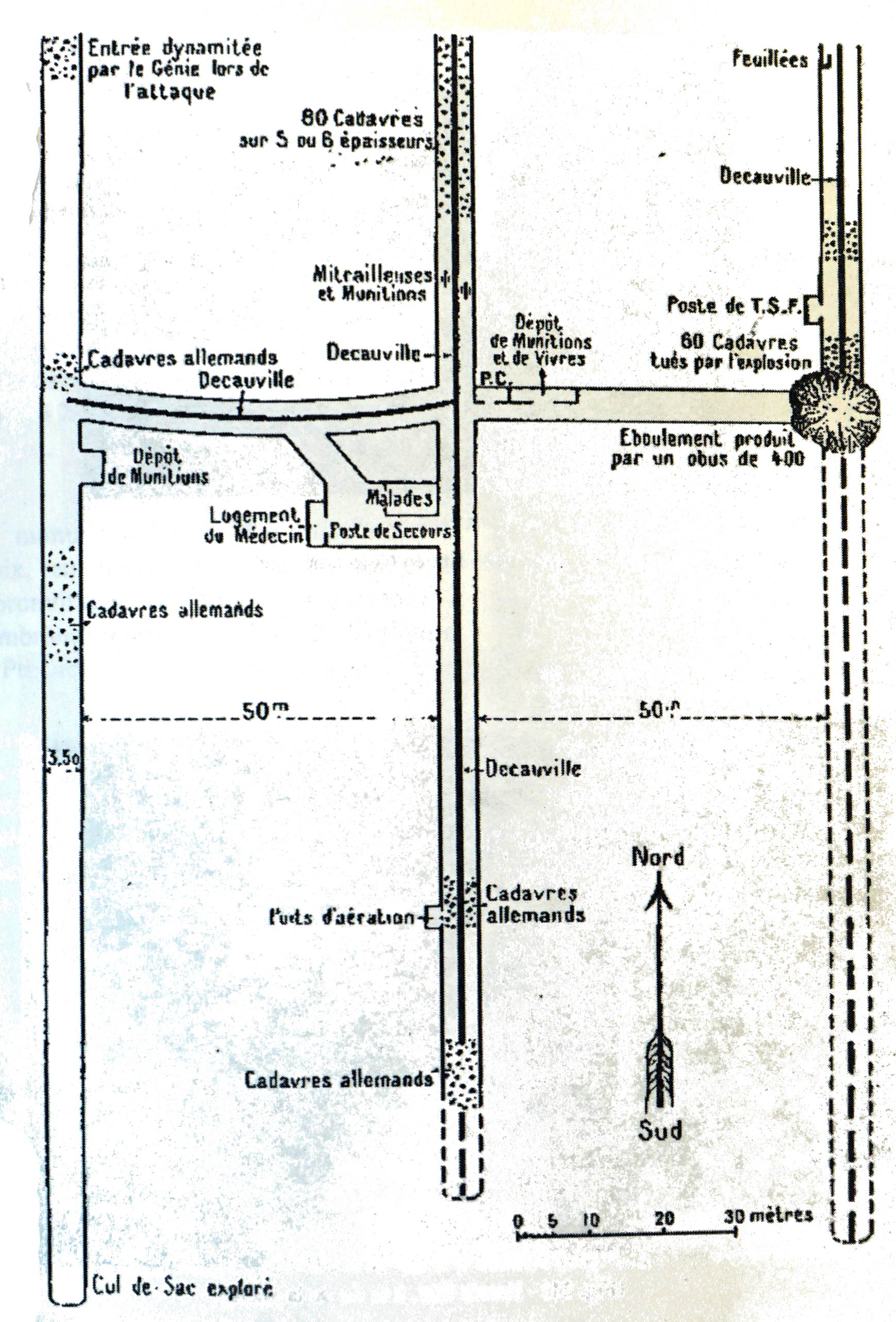
Plan der deutschen Stollen am Mont Cornillet

Der Nordhang des Cornillet war seit Herbst 1914 im deutschen Frontbereich. Die Frontlinie verlief auf dem Südhang. Auf der deutschen Nordseite führten drei Stollen in den Cornillet. Am 20. Mai 1917 griff die französische Seite den Cornillet an. Dabei wurden die Eingänge und die Lüftung der Stollen gezielt mit einem Eisenbahngeschütz (mit 40-cm-Geschütz) beschossen. Die Granaten hatten ein Gewicht von 900 kg und ihre Sprengkraft riss Krater von der Tiefe eines Einfamilienhauses. In den Stollen lagen zu diesem Zeitpunkt etwa 600 deutsche Soldaten des Württembergischen Infanterie-Regiments 476 und einige verwundete Franzosen.
Die 10 bis 17 Meter dicke Decke brach im Laufe des Tages an allen Stolleneingängen ein. Die bereits vorher nicht ausreichend leistungsfähige Lüftungsanlage wurde weitgehend zerstört. Um 16 Uhr erlaubte ein Offizier Soldaten, die den Tunnel verlassen wollten, zu gehen. Zwei Soldaten gelang dies. Um 17 Uhr brach der letzte Ausgang ein. Wer am 20. Mai 1917 nicht durch explodierende Granaten starb oder verschüttet wurde und erstickte, starb an einer Kohlenstoffmonoxidvergiftung. Im Stollen überlebte niemand.
Zwei Ärzte drangen nach der anschließenden Eroberung des Bergs durch die Franzosen zuerst in die Stollen ein. An den Eingängen lagen die Leichen der Deutschen, fast alle junge Männer, etwa 5 Schichten hoch. Einige der Toten blieben aufrecht, ein grausiger Anblick. In dem Stollen mit dem Namen „Verbandsplatz“ sah es übel aus. Auf Matratzen, auf dem Boden und auf Bahren lagen Soldaten, regungslos. Einige Soldaten versuchten, durch einen Luftschacht zu entkommen. Sie erstickten an den Giftgasen der einschlagenden Granaten. Die Ärzte mussten den Berg verlassen, wie sie hinein gekommen waren: kletternd über einen Berg von Leichen.
Die Franzosen beerdigten nur einen Teil der Toten, den Rest verschütteten sie im Berg. 1974 wurde der Stollen geöffnet; 330 Leichen wurden auf den Friedhof Warmériville umgebettet.